# Katedra w Derby
Katedra w Derby (ang. Derby Cathedral lub Cathedral Church of All Saints) – katedra diecezji Derby Kościoła Anglii. Znajduje się w mieście Derby, w hrabstwie ceremonialnym Derbyshire.
Dawniej był to kościół kolegiacki, ale został podniesiony do statusu katedry, gdy utworzono w 1927 roku diecezję Derby. Piękna, wysoka, kamienna zachodnia wieża została wzniesiona w późnym stylu Perpendicular Style i pochodzi z oryginalnego kościoła wzniesionego na początku XVI wieku, natomiast korpus obecnej budowli pochodzi z około 1725 roku i jest wspaniałym klasycystycznym projektem Jamesa Gibbsa. Pięć półokrągle poprowadzonych okien z każdej strony z charakterystycznym boniowaniem Gibbsa i ze sprzężonymi pilastrami między balustradowym parapetem. Piękne przestronne wnętrze mieszczące szerokie nawy boczne, kaplice w prezbiterium, balkon i chór organowy na zachodnim krańcu; wschodni kraniec rozszerzony w 1972 roku poprzez dodanie retro-chóru zaprojektowanego przez Sebastiana Compera, który mieści baldachim w stylu klasycystycznym. Wspaniałe wykute z żelaza zasłony, częściowo odnowione i odrestaurowane, wzdłuż nawy głównej i naw bocznych, dzieło Williama Bakewella. Nowoczesne witraże w oknach kaplicy  prezbiterium wykonane przez Ceri Richardsa. Wiele cennych posągów: w południowej kaplicy prezbiterium (znanej również jako kaplicy Cavendish) posąg Elizabeth hrabiny Shrewsbury ("Bess Hardwick") z 1607 roku; posąg Caroline hrabiny Bessborough z 1760 roku wyrzeźbiony przez Rysbracka i jej męża, drugiego hrabiego z 1793 roku wyrzeźbiony przez Nollekensa. W północnej nawie bocznej posągi: Thomasa (1726 rok) Chambersa i żony (1735 rok) wyrzeźbione przez Roubiliaca; Richarda Batemana (1822 rok) wyrzeźbiony przez Chantreya; Mary Elizabeth Chichester (1830 rok) wyrzeźbiony przez Sir Richarda Westmacotta.